# Литовченко, Владимир Григорьевич
Владимир Григорьевич Литовченко (укр. Володимир Григорович Литовченко; 24 декабря 1931, Киев - 5 сентября 2021, Киев) — советский и украинский физик. Доктор физико-математических наук, профессор, член корреспондент Национальной академии наук Украины. 

## Биография
Окончив с отличием радиофизический факультет Киевского государственного университета (1955), начал работать на этом же факультете. С 1956 года работал в Институте физики АН УССР. Со времени создания Института полупроводников АН УССР (1960) работал в этом институте. Кандидат  (1961), доктор физико-математических наук (1971), профессор (1974). Член корреспондент Национальной академии наук Украины (1985). Президент Украинского физического общества и член исполкома Европейского физического общества (2004).

## Научные достижения
Один из основателей украинской школы физики поверхности твердого тела. Теоретически и экспериментально исследовал полупроводниковые слоистые гетероструктуры, широко применяемые в интегральной микроэлектронике. Впервые экспериментально выявил ряд новых эффектов, таких, как люминесценция поверхности полупроводников (1974), усиленное плоское расширение неравновесной двумерной электронно-дырочной плазмы (1983), подпороговое стимулированное излучение в двумерных квантово-разммерных гетероструктурах (1996), расщепление зон в материалах с нулевой запрещённой зоной при связывании точечных дефектов. В последние годы важное место в исследованиях занимали оптические и электрические явления в алмазоподобных углеродных пленках и разработка новых типов фотоэлектрических преобразователей.

## Публикации
Автор более 400 статей в научных журналах, 16 обзоров и брошюр, 9 монографий. В их числе:
- Основы физики микроэлектронных систем МДП. К., 1978
- Оптические свойства полупроводников: Справоч. К., 1987
- Физика поверхности и микроэлектроника. Москва, 1990
- Models of the adsorb-cortaly tie centers on transition metals // Condens. Matter Phys. 1998. Vol. 1–2
- Каталітичні властивості надтонких шарів паладію та його сплавів // УФЖ. 2003. T. 48, № 6
- Analog of the Davydov splitfing in carbon graphite-like structures // Ukr. J. Phys. 2013. Vol. 58, № 6

Подготовил 11 докторов и 35 кандидатов наук.

## Награды и премии
- Заслуженный деятель науки и техники Украины
- Государственная премия УССР в области науки и техники (1970)
- Государственная премия Украины в области науки и техники (1997)
- Премия АН УССР имени К. Д. Синельникова (1988)
- Премия НАН Украины имени В. Е. Лашкарева (2014)
- Соросовский профессор